# Dysmilichia gemella
Dysmilichia gemella là một loài bướm đêm trong họ Noctuidae.